# Wilhelm Altvater
Wilhelm Altvater (ur. 12 sierpnia 1920, zm. 4 lutego 2001)  – niemiecki polityk należący do Socjaldemokratycznej Partii Niemiec (SPD).
Od 22 września 1960 do 1961 roku był deputowanym do Bundestagu z ramienia SPD. Zastąpił zmarłego Hugo Rascha.